# Якопо Лігоцці
Яко́по Ліго́цці (італ. Jacopo Ligozzi; 1547  —1627) — італійський художник, ілюстратор та дизайнер часів маньєризму. Його учнями були Бартоломео Бімбі, Реміджо Кантагалліна.

## Життєпис

### Молоді роки
Походив з роду художників. Син Джованні Ернано Лігоцці, вишивальника і художника. Народився у Вероні в 1547 році. Навчався в родинній майстерні батька, одна з його перших робіт підписана разом з Джованні Ернано Лігоцці в 1567 році — дві стулки для вівтаря церкви Сан Сильвестро у Віго Ломазо (Трентіно).
1557 році разом з батьками переїхав з Верони до Тренто, де допомагав Джованні Ернано працювати над замовленнями Кристофоро Мадруццо, єпископа Тренто. У 1566 році Якопо виконує першу самостійну роботу «Св. Анна з дівою Марією і святими» для церкви св. Антонія Аббата в Біведо.
Потім на цілих двадцять років творчість Якопо Лігоцці достеменно невідома. Є свідчення, що в цей час працював у Відні при імператорському дворі Габсбургів. Слідом за цим Якоро Лігоцці повернувся до Верони. Тут виконував роботи для церкви Св. Ефіміі — «Свята Трійця», для церкви Св. Луки — «Набуття Хреста», для церкви Св. Трійці — «Трійця». 22 вересня 1572 року Якопо Лігоцці одружився з Анжелою Балдассіні з Комо. Придане дружини в 300 дукатів Якопо отримав від свого батька лише після судового процесу, який він вів проти батька і виграв в січні 1575 року.

### Придворний художник Медічі
1 січня 1577 року Якопо поїхав з Верони до Флоренції, свою родину він доручив діверу Антоніо Ботті. Якопо Лігоцці став придворним художником великого герцога Франческо I Медічі з платнею 25 дукатів на місяць. Йому виділили великі апартаменти в Палаці Герцогів — Казино Сан Марко. Водночас очолив Флорентійську академію мистецтв.
У 1583—1584 роках Якопо Лігоціі призначений відповідальним за розпис Трибуни Уффіці. Під час подорожі Лігоцці в 1586 році художник брав участь в оздобленні Вілли в Пратоліно.
Після наглої смерті великого герцога у 1587 році для Якопо Лігоцці настали складні часи. Він змушений перебрати разом з майстернею до Уффіці. Новий великий герцог Фердинандо I не дуже шанував художника.
З жовтня 1590 року Якопо Лігоцці працює над найпрестижнішим замовленням — двома величезними картинами для головного Салону Палаццо Веккьо, що уславляють династію Медічі — «Коронування Пієм V Козімо I Великого Герцога Тоскани» (завершено 1591 року) і «Боніфацій VIII приймає послів Флоренції» (1592 рік). Разом з художником працює його двоюрідний брат Франческо Лігоцці.

### Вільний майстер
У 1593 році Якопо Лігоцці було звільнено, його майстерня в Уфіцці зачинена. З цього моменту почався новий період творчості Якопо Лігоцці як «самостійного» художника, не пов'язаного зобов'язаннями з Медічі. Тепер він розширює професійні зв'язки, шукає замовників, і працює, переважно для монастирів і церков над вівтарними образами. Загалом до 1602 року виконано 17 таких значних робіт.

### Нові роботи для Медічі
1602 року поліпшилися відносини з великим герцогом, який доручив Лігоцці розробити дизайн меблі для школи Opificio delle pietre dure. У 1604—1607 році разом з Крістофано Аллорі брав участь в оформлені церкви Сан-Стефано де Кавальєрі в Пізі. У 1607—1612 році працював на ілюстраціями для книги «Опис Священної гори» Ліно Мороні.
З 1609 року знову стає придворним художником за нового великого герцога Козімо II. Проте також продовжував працювати на замовлення монастирів і церков. також виконував окремі замовлення для династій Гонзаго і Есте.
У 1619 році став працювати для розпису кафедрального собору в Ліворно. У 1620 Козімо II встановив для художника щомісячну пенсію. Наприкінці життя виконав декілька замовлень нового великого герцога Фердинандо II. Помер Якопо Лігоцці у 1627 році у Флоренції.

## Основні напрямки роботи
За правління великого герцога Франческо I головним завданням Якопо Лігоцці було зображення рослин і тварин, оскільки ботаніка, зоологія і алхімія були пристрасними захопленнями володаря Тоскани. Загалом зроблено 65 малюнків тварин і 78 — рослин. Велика частина ілюстрацій Лігоцці зроблені з незвичайною точністю в натуральну величину, тепер зберігатися в Кабінеті Малюнків Уффіці. Деякі малюнки Лігоцці знаходяться в Бібліотеці Університету Болоньї, Фонді Альдрованди.
Для прикрашення Трибуни Уфіцці художник створив проект столу з мозаїкою з цінного каменю, проте сам його зробити не встиг, робота реалізована вже після смерті Лігоцці. В інвентарному описі колекцій в Трибуні Уффіці на момент вказано 5 невеликих картин роботи Лігоцці — три пейзажи, натюрморт з квітами і метеликами і «Святий Ієронім».
Багато робіт Лігоцці пов'язані з темою швидкоплинності життя — черепи, смерть, і незвичайні портрети, де на зворотному боці облич персонажів він зобразив черепи: «Душителька»
За часів великого герцога Фердинандо I починається робота Лігоцці для церков і монастирів («Алегорія Св. Франческо» для монастиря дель Боско в Муджелло; «Поховання Христа» для церкви капуцинів в Сан-Джимін'яно).

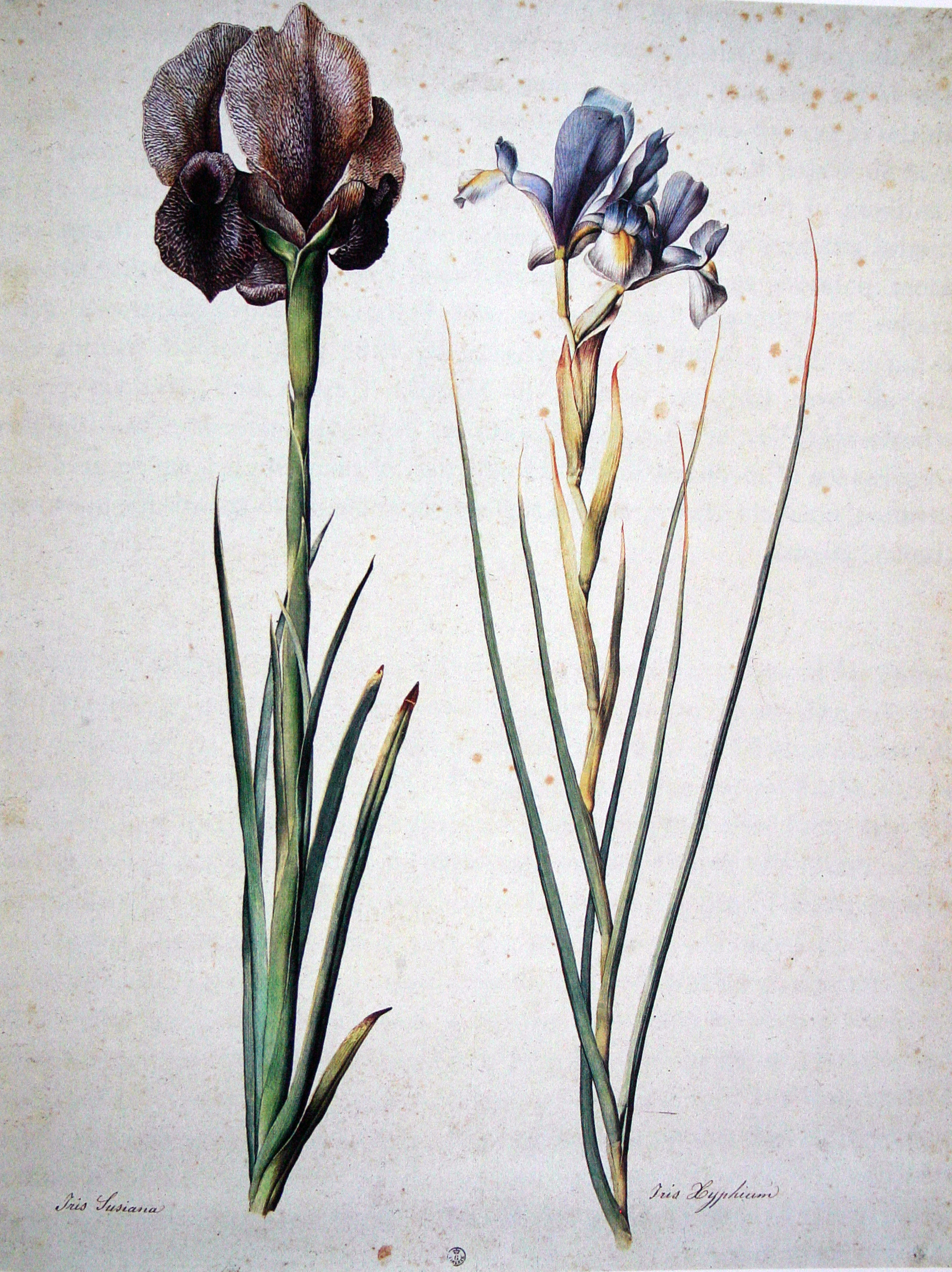
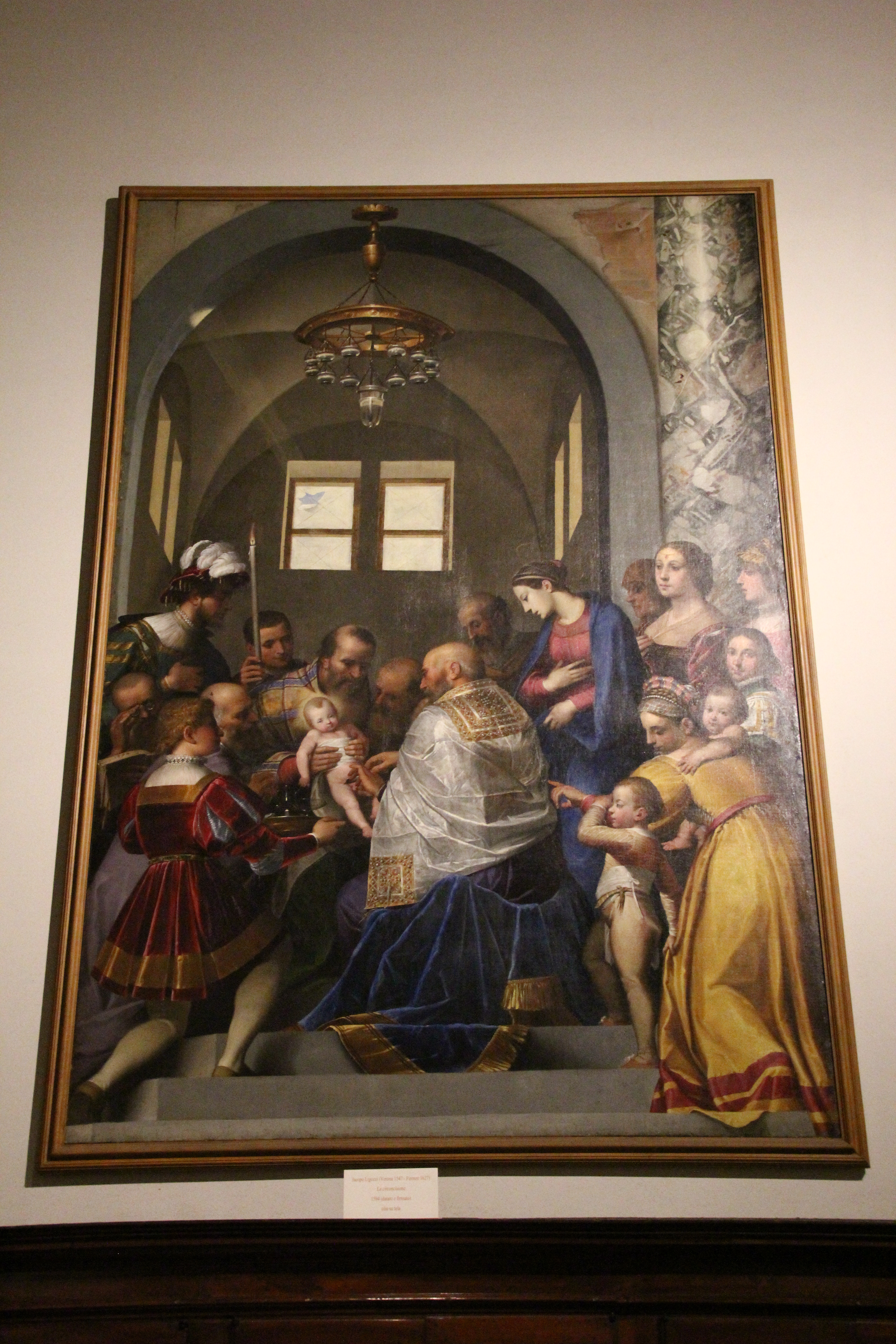
Фрагмент розпису. Кафедральний собор Лукки
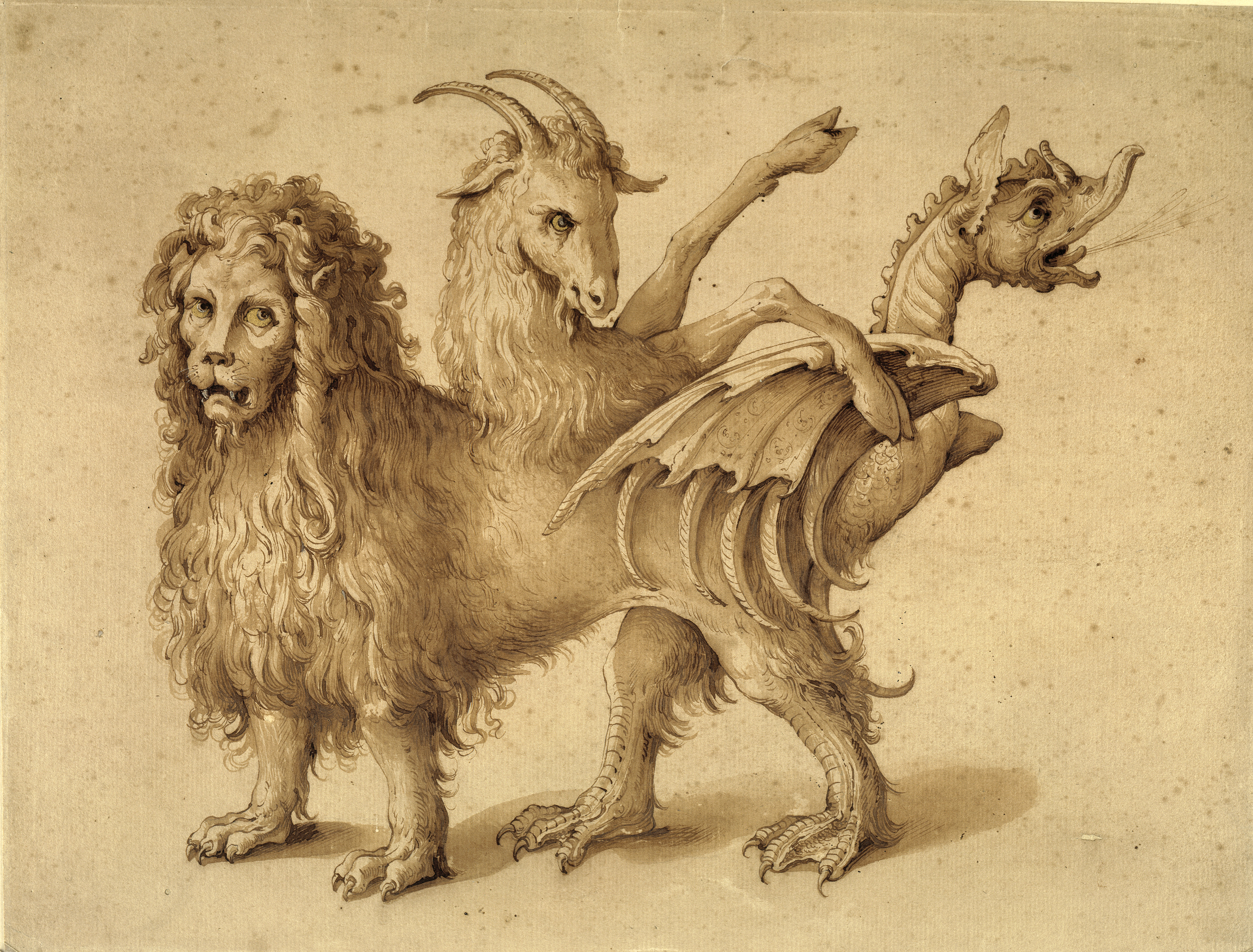
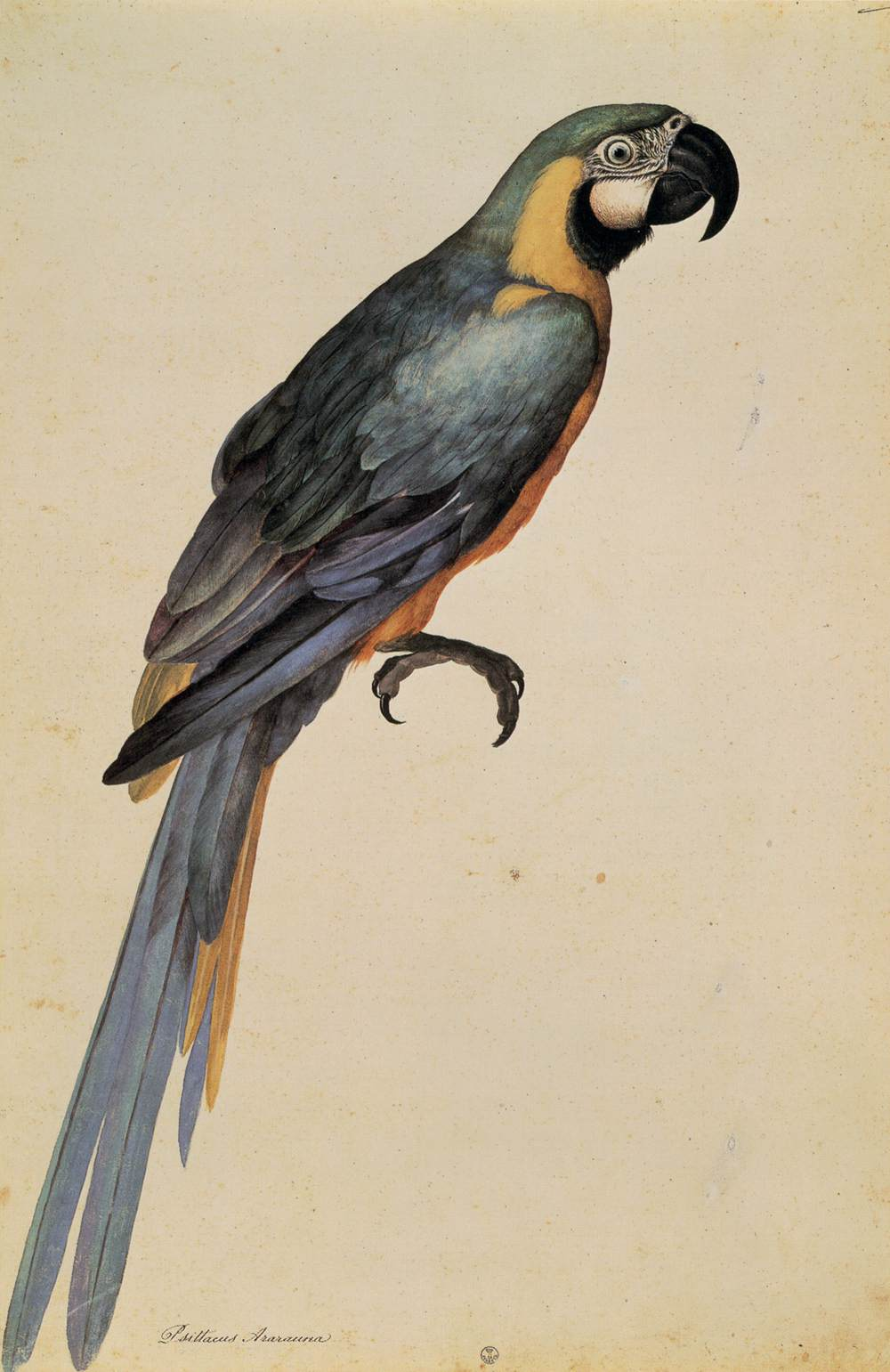
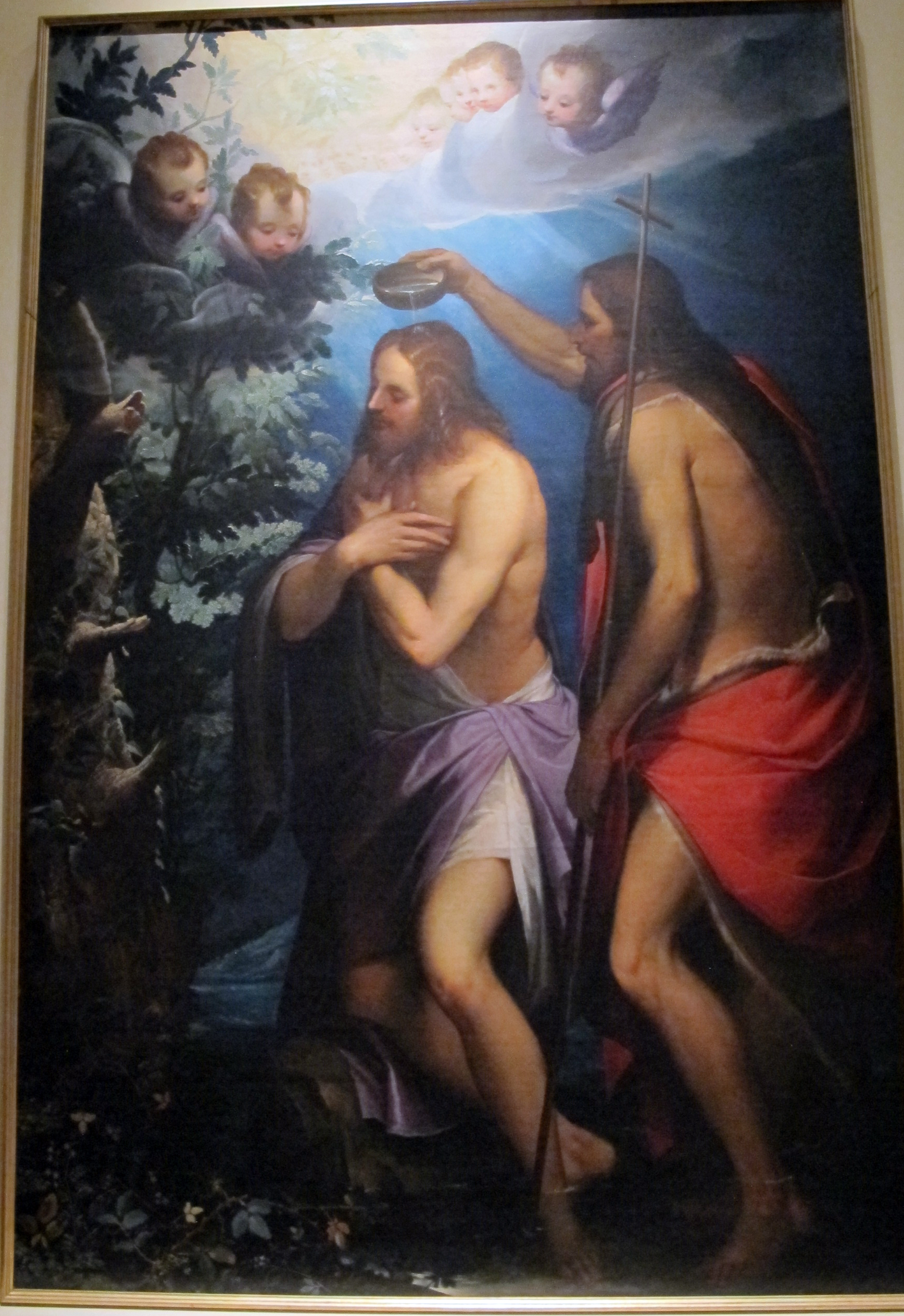
Хрещення Христа
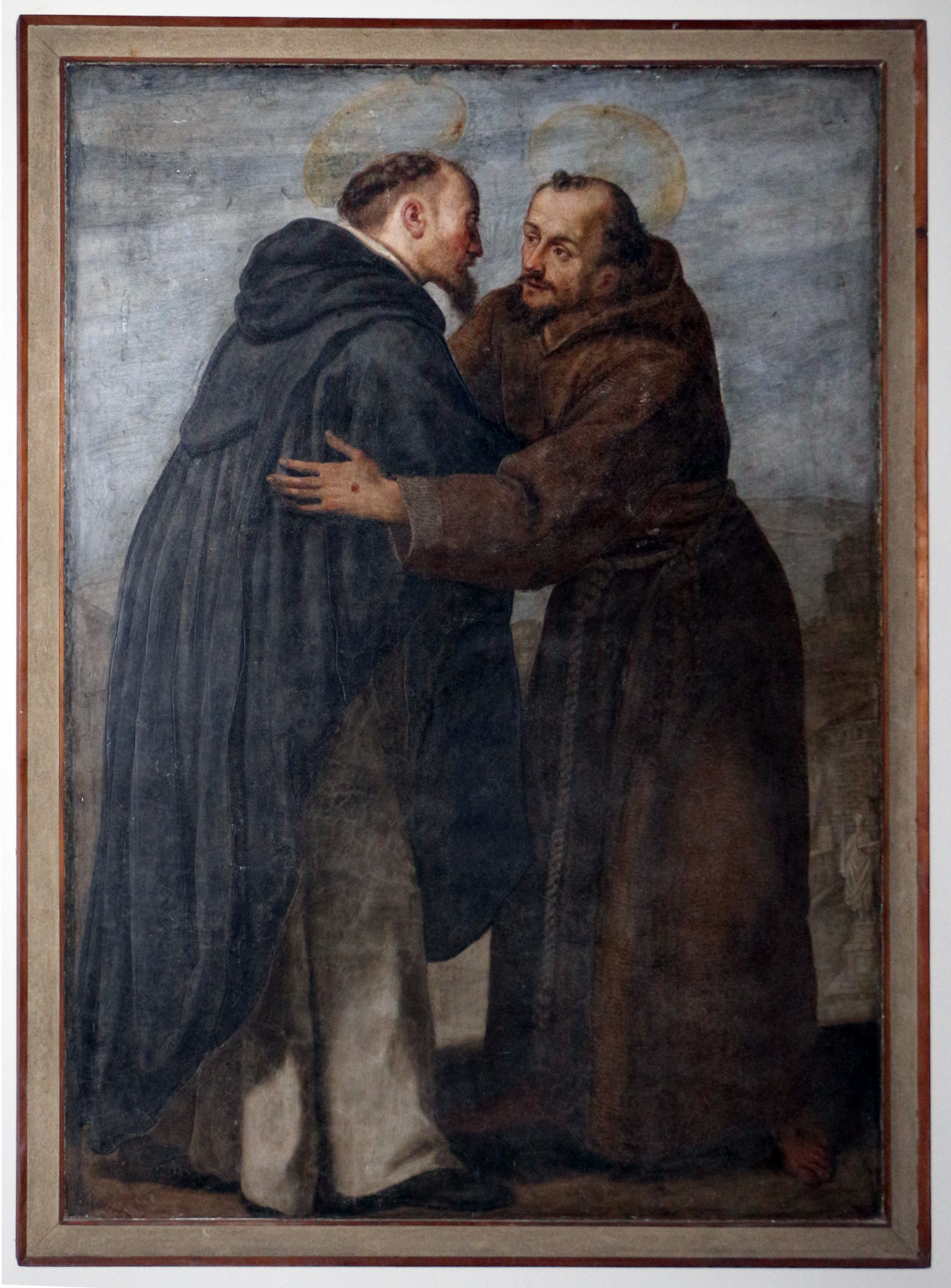
Зустріч Св.Франциска і Св.Доменіка
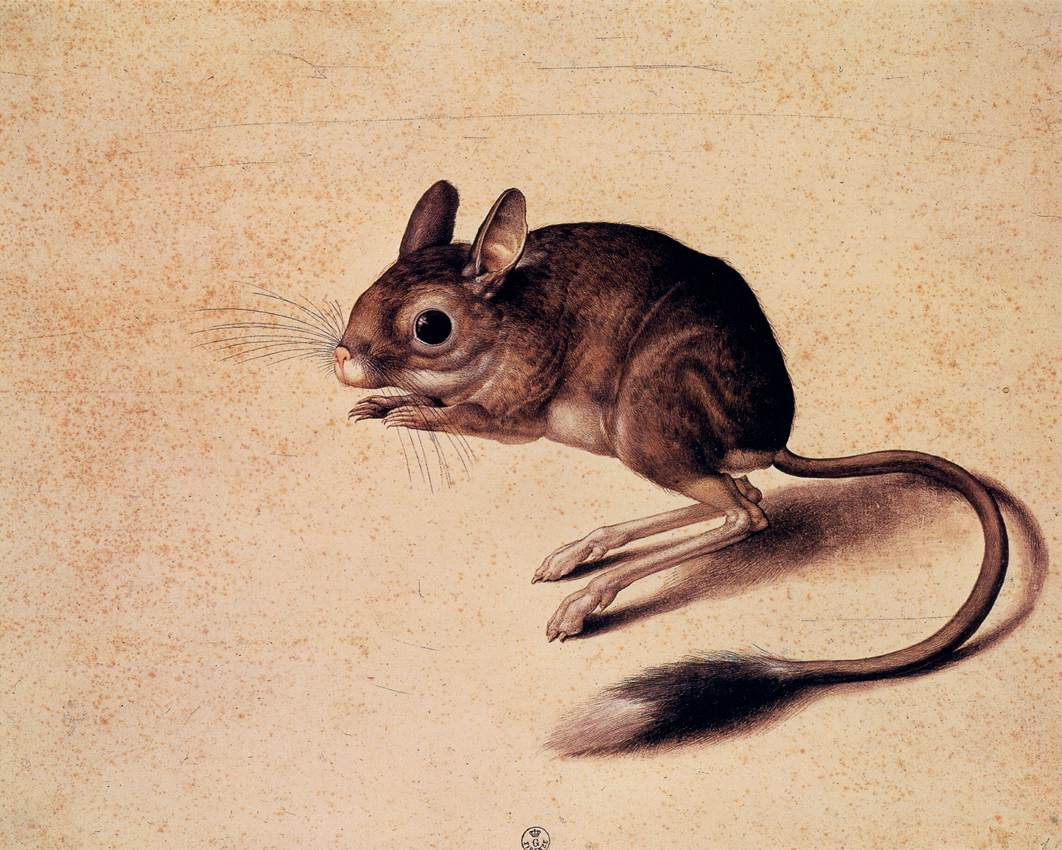
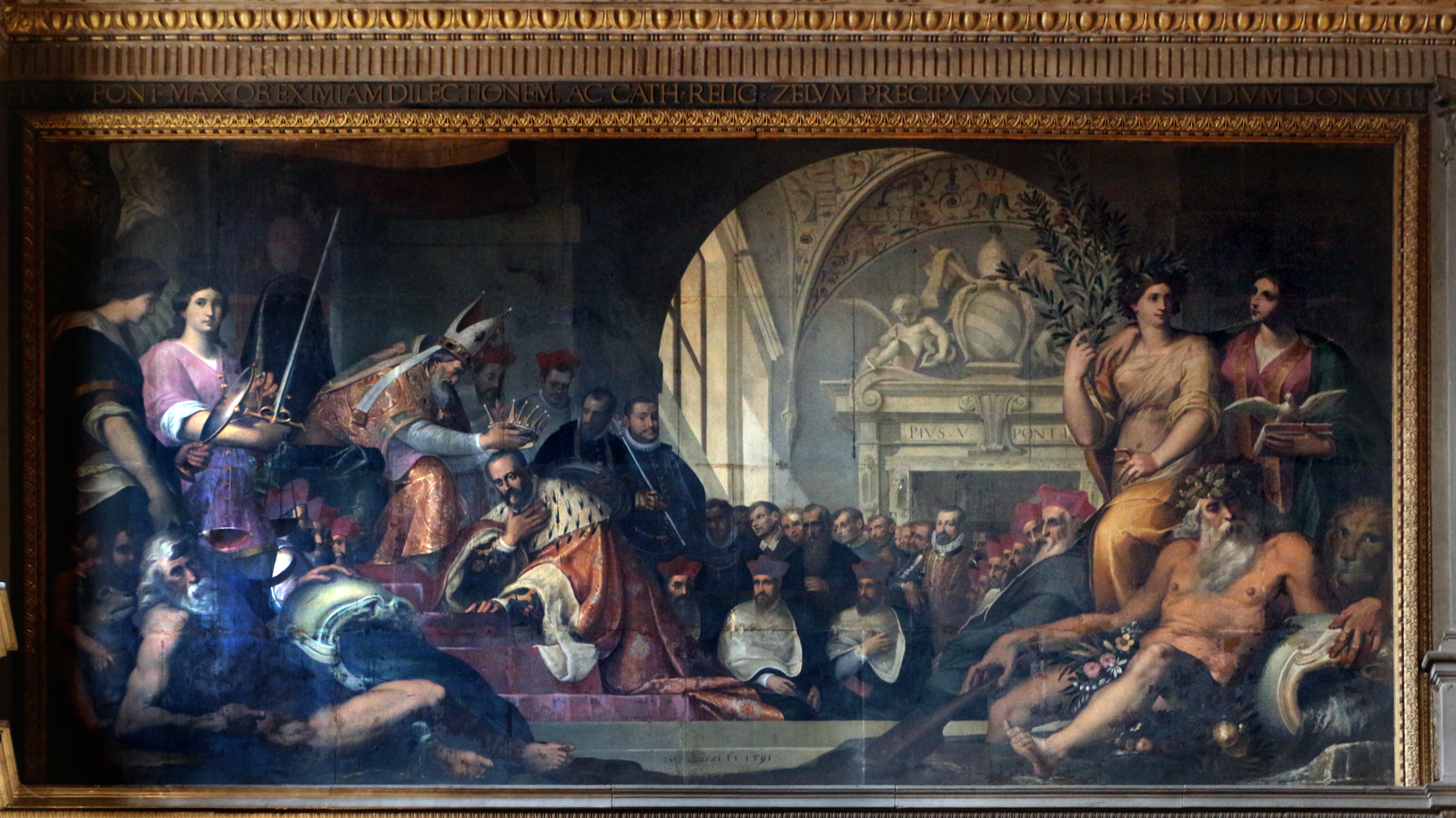
Коронування Пієм V Козімо I Великого Герцога Тоскани
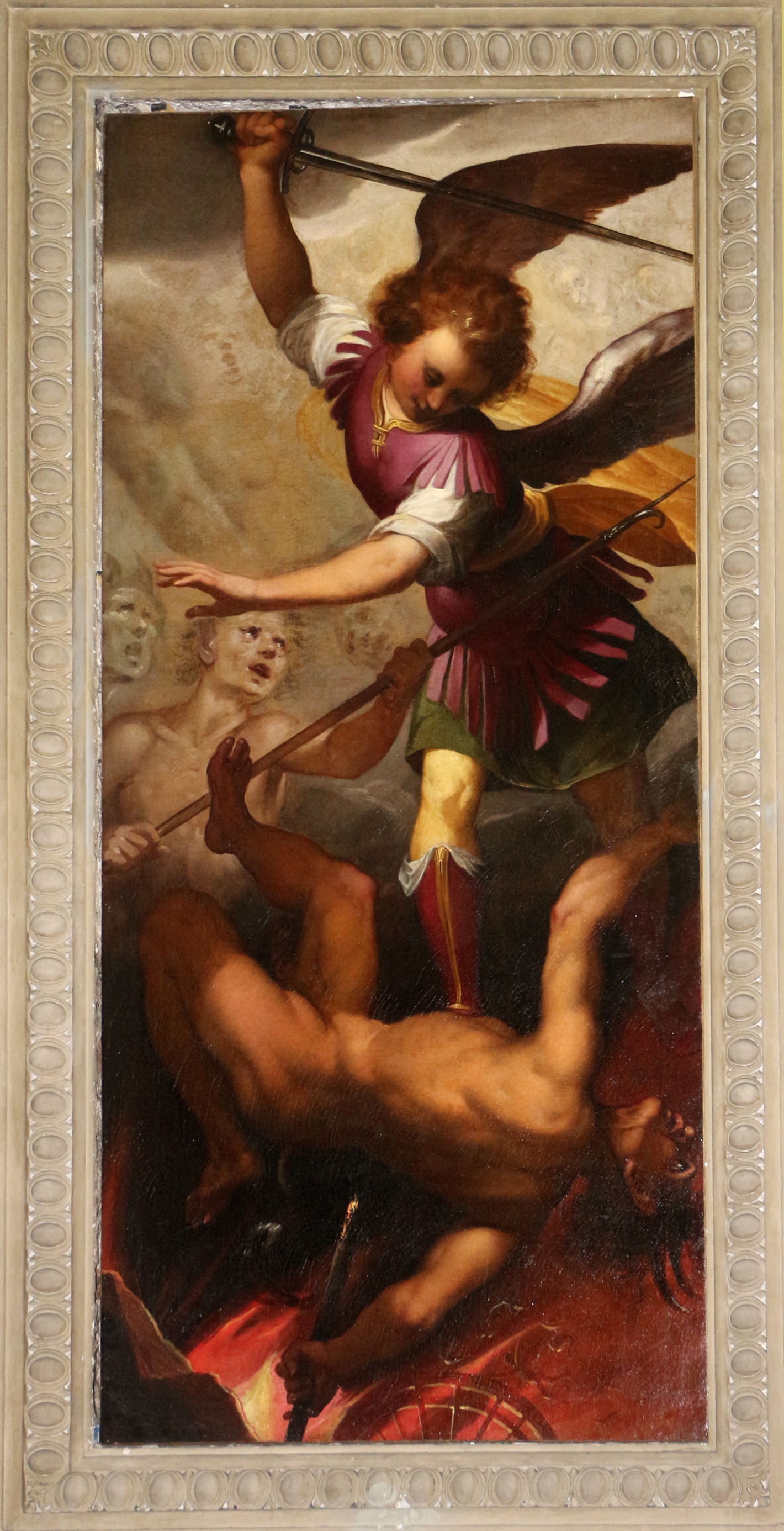
Архангел Св.Михайло бореться із сатаною
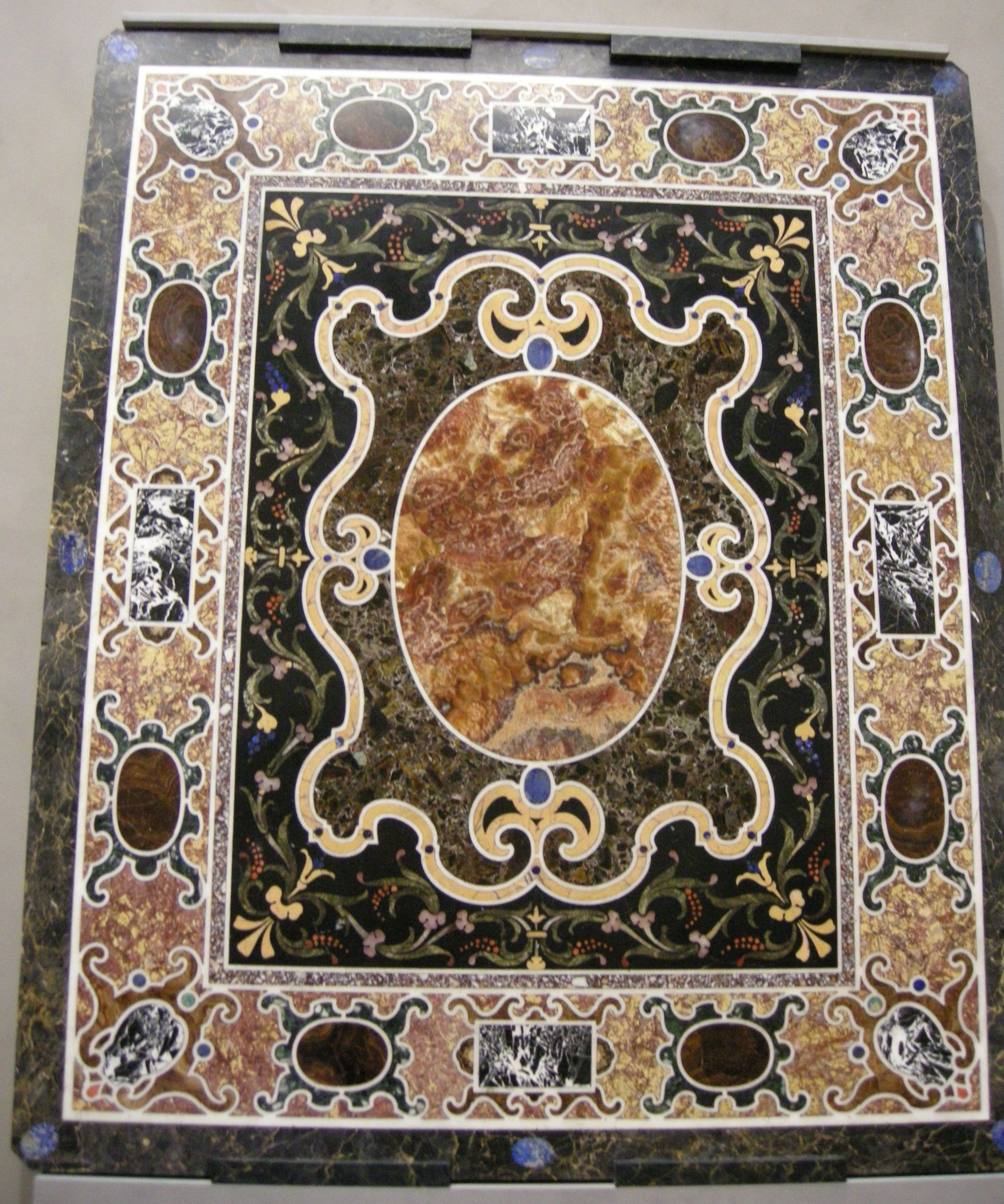